# Galeruca interrupta
Galeruca interrupta är en skalbaggsart som beskrevs av Johann Karl Wilhelm Illiger 1802. Galeruca interrupta ingår i släktet Galeruca, och familjen bladbaggar. Enligt den svenska rödlistan är arten sårbar i Sverige. Arten förekommer i Götaland. Arten har tidigare förekommit på Öland men är numera lokalt utdöd. Artens livsmiljö är jordbrukslandskap, stadsmiljö.